# Evert Linthorst
Evert Linthorst, né le 3 mars 2000 à Venlo aux Pays-Bas, est un footballeur néerlandais qui évolue au poste de milieu central au Go Ahead Eagles.

## Biographie

### En club

#### VVV Venlo
Né à Venlo aux Pays-Bas, Evert Linthorst est formé par le club de sa ville natale, le VVV Venlo. Considéré comme l'un des meilleurs jeunes de sa génération en 2014, il rejoint le centre de formation du PSV Eindhoven avant de retourner finir sa formation deux ans plus tard à Venlo. Linthorst joue son premier match en professionnel le 19 avril 2018, à seulement 18 ans, lors d'une rencontre d'Eredivisie face à l'un des cadors du championnat, l'Ajax Amsterdam. Il entre en jeu à la place de Moreno Rutten (en) ce jour-là et son équipe s'incline sur le score de quatre buts à un. Trois mois plus tard il reçoit le Jan Klaassens Award, récompensant le meilleur jeune du centre de formation du VVV Venlo.
Le 17 août 2019, il inscrit son premier but en Eredivisie, lors de la réception de l'Ajax Amsterdam (défaite 1-4). Huit jours plus tard, il s'illustre de nouveau en inscrivant son premier doublé en championnat, sur la pelouse du FC Utrecht, donnant ainsi la victoire à son équipe (1-2).

#### Al-Ittihad Kalba
Le 1er février 2021, Evert Linthorst rejoint l'Al-Ittihad Kalba.

#### Go Ahead Eagles
Le 30 janvier 2022, durant le mercato hivernal, Evert Linthorst retourne aux Pays-Bas afin de s'engager en faveur du Go Ahead Eagles. Il signe un contrat courant jusqu'en juin 2024.
Le 19 avril 2023, Linthorst inscrit son premier but pour le club, lors d'une rencontre de championnat face au RKC Waalwijk. Il est titularisé et son équipe s'impose par trois buts à deux.
Le 30 mars 2024, il marque son deuxième but pour les Eagles, lors de la victoire de son équipe face au Excelsior Rotterdam, en championnat (3-0 score final).

## Palmarès
Go Ahead Eagles
- Coupe des Pays-Bas (1) :
  - Vainqueur en 2025[9],[10]